# Mishima
|  | Aquest article tracta sobre el grup de música. Si cerqueu l'escriptor japonès, vegeu «Yukio Mishima». |

Mishima és un grup de música pop, amb influència de la cançó d'autor, creat a Barcelona l'any 1999. El formen David Carabén, Marc Lloret, Dani Vega, Xavi Caparrós i Alfons Serra. El nom del grup prové de l'escriptor japonès Yukio Mishima.

## Història
El grup fou fundat l'any 1999 i publicà el seu primer disc l'any següent. Per bé que els seus dos primers discs, gravats en anglès (tot i que amb algunes cançons en català), ja van ser força ben acollits per la crítica, el veritable reconeixement els va arribar amb la publicació del tercer, Trucar a casa. Recollir les fotos. Pagar la multa (2005), un àlbum íntegrament en català. També en català van publicar el següent treball, Set tota la vida (2007), que recull catorze històries escrites i cantades per Carabén. A mig camí entre el pop i la cançó d'autor, les peces d'aquest àlbum són més curtes i directes que les anteriors. La revista musical Rockdelux va triar Set tota la vida com un dels millors àlbums espanyols de la dècada.
El 12 d'abril de 2010 van publicar el seu cinquè àlbum Ordre i aventura, que la banda va presentar oficialment el 2 de juny del mateix any a la Sala Apolo de Barcelona i que els va portar a omplir el Palau de la Música Catalana el març de 2011. El 27 de març de 2012 van editar el seu sisè disc L'amor feliç, gravat als Estudis de Paco Loco, a El Puerto de Santa María. El disc va entrar al número nou de la llista de vendes en la seva primera setmana a les botigues. Estilísticament, en aquesta ocasió el treball se situa entre la cançó d'autor i el grup de rock. El 25 de març de 2014 va sortir a la venda el setè àlbum, anomenat L'ànsia que cura. L'11 de març la banda va fer públic el primer senzill del disc titulat «Llepar-te». Les dotze cançons d'aquest nou treball discogràfic han estat enregistrades durant el mes de gener a l'estudi Black Box Studio, situat a França, concretament a la regió d'Anjou. La gira del disc va durar un any i mig i finalitzà a la Sala Apolo de Barcelona el 29 de desembre de 2015.
El 5 de maig de 2017 va sortir el vuitè disc: Ara i res. El single va ser «Qui més estima», seguida de «S'haurà de fer de nit» i «Menteix la primavera». Un àlbum més reposat, obtenint una molt bona crítica i considerat el millor disc pop-rock en català als Premis Enderrock. El mateix any van ser el motiu d'un homenatge musical amb la publicació de l'àlbum Set tota la vida - 10 anys. Tribut a Mishima, amb la col·laboració entre d'altres Els Amics de les Arts, Clara Peya i Mazoni.
L'any 2019, en motiu del seu vintè aniversari, van treure el seu primer disc en directe, una recopilació de 20 cançons de dos concerts de Nadal a la Sala Apolo (desembre del 2018). Va ser titulat Ara i aquí.
El 2022 van presentar el seu novè disc Amb l’aigua clara, que inclou deu cançons amb cites de Vinyoli i Tristany i Isolda, i referències a l’actriu Mia Khalifa i a Lee Se-dol, jugador de go que es va retirar després de perdre contra la intel·ligència artificial.
El 2025 morí Marc Lloret, teclista de la banda.

## Discografia
- Lipstick Traces (2000) The Rest is Silence / Discmedi
- The Fall of Public Man (2003) The Rest is Silence / Discmedi
- Trucar a casa. Recollir les fotos. Pagar la multa (2005) Discmedi
- Set tota la vida (2007) Sinnamon (reedició 2010, Sones)
- Palau (DVD+2CD) (2010) Sones
- Ordre i aventura (2010) Sones
- L'amor feliç (2012) The Rest is Silence / Warner Music Spain
- L'ànsia que cura (2014) The Rest is Silence / Warner[10]
- Ara i res (2017) The Rest Is Silence / Warner
- Ara i aquí (2019, en directe)
- L'aigua clara (2022)[11]

## Premis
- Guanyador dels Premis ARC 2014 a Millor gira per festivals[12]
- Guanyador dels Premis ARC 2015 a Millor gira per sales de Catalunya[13]